# Da Doo Ron Ron
Singles de The Crystals
He's Sure the Boy I Love
(1962) Then He Kissed Me
(1963)
Da Doo Ron Ron (When He Walked Me Home) est une chanson écrite par Jeff Barry, Ellie Greenwich et Phil Spector. Enregistrée au Gold Star Studios à Los Angeles avec un effet « mur de son », elle est devenue un single populaire du groupe The Crystals en 1963.
La chanson est composée en deux jours dans le bureau de Phil Spector sur la 62e rue à New York. Le titre est simplement une onomatopée sans signification particulière, que Phil Spector a eu l'idée de garder comme titre,.

## Reprises et adaptations

### Reprises
Le chanteur Shaun Cassidy l'a reprise en 1977 dans une version qui s'est classée no 1.
Il existe de nombreuses autres versions de ce titre. Elle est notamment enregistrée par The Searchers, The Chiffons, Billy J. Karmer and The Dakotas, Brian Poole and the Tremoloes, Jack Nitzsche, Dave Edmunds et Tina Arena.

### Adaptations
Da Doo Ron Ron, adapté en français par Georges Aber, en 1963, sous le titre Da dou ron ron, a eu pour principaux interprètes Frank Alamo et Johnny Hallyday. Elle fut l'un des grands succès de ce dernier. Elle est également enregistrée par Sylvie Vartan et C. Jérôme.

## Postérité et influence
Da Doo Ron Ron a inspiré Sting pour la chanson de The Police De Do Do Do, De Da Da Da sortie en 1980 et est reprise par Laurent Voulzy pour Rockollection dans sa version de 2008.
En 1995, Da Doo Ron Ron est sélectionnée par le Rock and Roll Hall of Fame comme l'une des « 500 chansons qui ont façonné le rock 'n' roll ». Elle fait également partie de la liste des « 500 plus grandes chansons chansons de tous les temps » du magazine Rolling Stone, où elle est classée 114e en 2004.